# Didier Masseau
Pour les articles homonymes, voir Masseau.
Didier Masseau, né en 1942, est un professeur des universités français, spécialiste de la littérature française du XVIIIe siècle et un historien des pratiques culturelles.
Fils de l'affichiste Pierre Fix-Masseau et petit-fils du sculpteur du même nom, il est Docteur d'État après la soutenance d'une thèse de troisième cycle intitulée Le Roman épistolaire français autour des Liaisons dangereuses de Laclos, suivie d'une thèse d'État soutenue en 1992 à l'université de Tours intitulée  Le Roman français à la veille de la Révolution : formes narratives et pratiques de lecture. Depuis la publication en 2000 d’un ouvrage intitulé Les Ennemis des philosophes, il poursuit une recherche et une réflexion sur les anti-Lumières et l'antiphilosophie au XVIIIe siècle.
Il a travaillé également sur l'histoire du goût et des arts décoratifs en France aux XVIIIe et XIXe siècles. Dans cette perspective et en tant que descendant des propriétaires du magasin de luxe parisien, « L'Escalier de cristal », il a publié, en 2022 en collaboration avec son épouse Annick Masseau, historienne d'art, un ouvrage intitulé L'Escalier de cristal. Le luxe à Paris, 1809-1923.

## Publications
- L'Invention de l'intellectuel dans l'Europe du XVIIIe siècle, Paris, Presses universitaires de France, 1994 (ISBN 9782130458524, présentation en ligne, lire en ligne)[3].
- avec André Magnan et Jean Goulemot, Inventaire Voltaire, Paris, Éditions Gallimard, coll. « Quarto », 1995 (ISBN 9782070737574)[4].
- en collaboration avec Jean Goulemot et Paul Lidsky, Le Voyage en France - 1 : Du Moyen Âge à la fin de l'Empire : anthologie des voyageurs européens en France, Paris, Robert Laffont, coll. « Bouquins », 1995 (ISBN 9782221072615)[5],[6].
- en collaboration avec Jean Goulemot et Paul Lidsky, Le Voyage en France - 2 : Anthologie des voyageurs français et étrangers en France, aux XIXe et XXe siècles (1815-1915), Paris, Robert Laffont, coll. « Bouquins », 1997 (ISBN 9782221072622).
- Les Ennemis des philosophes : L'antiphilosophie au temps des Lumières, Paris, Albin Michel, 2000 (ISBN 222611663X, présentation en ligne), Prix Biguet 2001[7],[8].
- Les Marges des Lumières françaises (1750-1789) (dir.), Genève, Droz, 2004 (ISBN 9782600009614)[9], [10].
- Mémoires de Madame de Genlis, Paris, Mercure de France, coll. « Le temps retrouvé », 2004 (ISBN 9782715253780)[11].
- Le XVIIIe siècle. Histoire, mémoire et rêve, Mélanges offerts à Jean Goulemot (dir.), Paris, Champion, 2006 (ISBN 9782745313324)[12].
- En collaboration avec Claudine Poulouin, Lenglet Dufresnoy entre ombres et lumières (dir), Paris, Éditions Honoré Champion, 2011 (ISBN 9782745321794)[13].
- Une histoire du bon goût, Paris, Éditions Perrin, 2014 (ISBN 9782262039912, présentation en ligne).
- Souvenirs, Madame Vigée Le Brun, Paris, Éditions Tallandier, 2015 (ISBN 9791021016521).
- Dictionnaire des anti-Lumières et des antiphilosophes  (2 vol.), Paris, Honoré Champion, 2017 (ISBN 9782745330673)[14].
- Fêtes et folies en France à la fin de l’Ancien Régime, Paris, CNRS Éditions, 2018 (ISBN 9782271089977)[15],[16],[17],[18],[19].
- en collaboration avec Annick Masseau, L'Escalier de cristal : Le luxe à Paris (1809-1923), Paris, éditions Monelle Hayot, 2022 (ISBN 979-10-96561-33-9)[20],[21].